# Intermediate Bulk Container

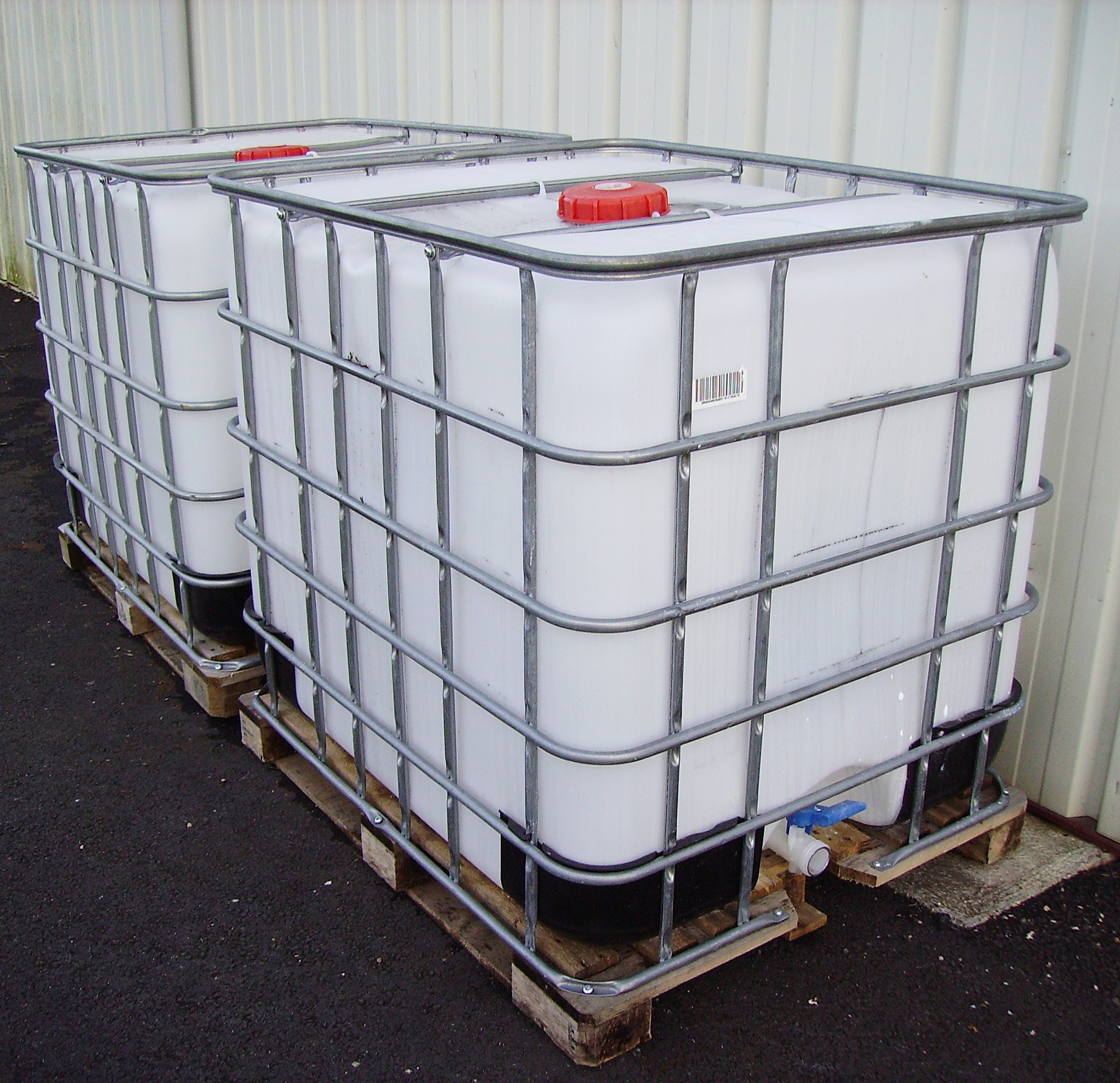
Intermediate Bulk Container

Intermediate Bulk Container (IBC, deutsch: Großpackmittel, ugs.: Gittertank) sind große quaderförmige Behälter für flüssige und rieselfähige Stoffe. Sie werden bei der Produktion von Chemikalien, Lebensmitteln, Kosmetik und Pharmazeutika eingesetzt.

## Bauweise
Je nach Bauweise und Ausführung haben die IBC ein Volumen von 300 bis 3000 Litern. Sie können für den Transport von Gefahrgut zugelassen sein. Hierzu ist es allerdings nötig, alle zweieinhalb oder fünf Jahre eine Wiederholungsprüfung durchzuführen.
Verbreitet sind IBC mit etwa 1 Quadratmeter Grundfläche, also europalettengroß mit den Grundmaßen 80 cm × 120 cm und etwa 1 Kubikmeter = 1000 Liter Füllkapazität. Sie besitzen eine Leermasse von ca. 60 kg. Diese können dank integrierter Palette aus Kunststoff, Metall oder Holz, auch in Mischform, gut mit einem Gabelstapler von einem Lkw gehoben werden und auf festem ebenem Hallenboden mit einem Hubwagen händisch verfahren werden. Zylindrische Fässer sind im Vergleich nicht so einfach zu verladen und zu stapeln, können jedoch händisch mit gewisser Vorsicht leicht gerollt werden.

## Vorteil
Im Vergleich zu zylindrischen Fässern nutzen IBC mit ihrer kubischen Ausführung den Stauraum wesentlich effizienter aus. So beansprucht ein IBC mit 1000 Litern Fassungsvermögen auf einer Palette ebenso viel Stauraum wie vier Stahlfässer mit jeweils 200 Litern Volumen. Sowohl dem Befüllenden als auch dem Entleerenden wird die Arbeit erleichtert, da sie für 1000-Liter-Produkte nur einen Arbeitsgang benötigen anstelle von fünf Arbeitsgängen bei 200-Liter-Fässern für die gleiche Menge. Die meisten IBC haben wie Fässer den Vorteil, dass sie nach der Benutzung gereinigt und somit mehrfach verwendet werden können. IBC lassen sich mit Gabelstaplern oder Hubwagen bewegen und sind bauartbedingt stapelbar.

## Material
IBCs werden nach dem Herstellungsmaterial unterschieden.

### Kombinations-IBC
Die gängigsten IBC bestehen aus einer Palette mit Kunststofftank und einem einfachen Gitterkäfig oder Rohrrahmen. Gefahrgutrechtlich sind sie den Großpackmitteln zuzuordnen. Der Name Kombinations-IBC (englisch composite IBC), kurz K-IBC, besagt, dass der Container aus einem Innenbehälter aus Kunststoff und einem Außengestell aus verschweißten und verzinkten Stahlrohren, oder in den Kreuzpunkten vernieteten oder verschweißten Aluminiumrohren inklusive Palette zusammengesetzt ist. Der Innenbehälter (Blase) ist quaderförmig (zumeist 1200 × 1000 × 900 mm) und fasst in der Standardausführung ca. 1060 Liter. Er besteht aus HDPE (High density polyethylene) und wird im Extrusionsblasformverfahren in einem Stück produziert. Auslaufarmaturen im Bodenbereich gibt es in verschiedenen Arten für drei unterschiedlich große Nennweiten (DN50, DN80, DN150). Der Außenbehälter, auch IBC-Käfig genannt, wird vor der Komplettierung mit der Palette (Stahl, Kunststoff, Holz oder Mischformen) verschraubt. 
Die quaderförmige Ausführung des K-IBC garantiert eine optimale Ausnutzung des Volumens, wirkt sich aber bei der Reinigung nachteilig aus. K-IBC sind auch für Gefahrguttransporte zugelassen (UN31HA1/Y), verlieren ihre Zulassung für Gefahrgut aber spätestens nach fünf Jahren unwiderruflich. Eine Inspektion durch einen sachkundigen Prüfer nach zweieinhalb Jahren ist erforderlich. Im Rahmen dieser wiederkehrenden Prüfung wird der Behälter gemäß ADR, Kapitel 6.5.6.7.3 geprüft.
Die Prüfung muss gemäß dieser Vorschrift mindestens 10 Minuten mit Luft mit einem Überdruck von mindestens 20 kPa (0,2 bar) durchgeführt werden. Im europäischen Ausland findet diese Regelung Anwendung, in Deutschland wurde sie insoweit verändert, dass bei dünnwandigen Konstruktionen, bei denen eine bleibende Verformung der äußeren Umhüllung nach der Prüfung zu erwarten ist, der Prüfdruck reduziert ist, das heißt 0,1 bar betragen darf.
Nach erstmaligem Gebrauch werden K-IBC in großen Stückzahlen vom ursprünglichen Hersteller oder einem eigenen Industriezweig (Rekonditionierbetriebe) wieder aufgearbeitet. Dabei kann die Blase gereinigt oder ganz ausgewechselt werden (Rekonditionierung).
K-IBC gibt es auch in verschiedenen Elektrostatik-Ausführungen, bei denen den Gefahren durch statische Aufladung des Kunststoffes vorgebeugt wird (K-IBC-EX). Dies geschieht entweder per Abschirmung durch einen kompletten Umbehälter aus Metall, ein engmaschiges Rohrgitter oder eine dreischichtige koextrudierte Blase mit einer Außenschicht aus leitfähigem oder ableitfähigem (antistatischem) Polyethylen. Diese Container sind auch für den Gebrauch in explosionsfähiger Atmosphäre der Zone 1, 2, 21 und 22 und/oder brennbare Flüssigkeiten der Explosionsgruppe A und B mit einer Mindestzündenergie MZE > 0,2 mJ geprüft. Da beim Befüllen von oben elektrostatische Ladung erzeugt wird, können nur leitfähige Flüssigkeiten (zum Beispiel Ethanol, Propanol) nach diesem Verfahren sicher eingefüllt werden. Sicher deshalb, weil die erzeugten Ladungen über die leitfähige Flüssigkeit und das leitfähige, geerdete Bodenventil abgeleitet werden. Nichtleitfähige Flüssigkeiten (zum Beispiel Toluol, Hexane) können nur sicher abgefüllt werden, wenn durch Unterspiegelabfüllung eine Ladungserzeugung minimiert wird. Für Diethylether mit einer Zündenergie < 0,2 mJ dürfen K-IBC-EX nicht benutzt werden. Die Entleerung ist weniger ladungserzeugend. Rühren in K-IBC-EX sollte nur nach einer Gefährdungsbeurteilung und daraus abgeleiteten zusätzlichen Sicherheitsmaßnahmen gem. CENELEC 50404:2003, BGR 132 bzw. der neuen TRBS (erscheint im Jahr 2009) vorgenommen werden.
Werden Gefahrgüter darin auf öffentlichen Land- und Seewegen versendet, muss die Eignung des verwendeten Kunststoffes gegenüber dem Füllgut transportrechtlich nachgewiesen werden (GGVSE, International Maritime Dangerous Goods Code, BAM).

### Kunststoff
Diese weniger gebräuchliche Variante besteht aus einem ebenfalls quaderförmigen Kunststofftank, jedoch ohne metallenen Außenbehälter. Die Blase ist hier freitragend, wiegt demnach deutlich mehr und hat größere Wandstärken. Es gibt sie auch in einer kombinierten Ausführung mit einem Außenbehälter ebenfalls aus Kunststoff.
UN Verpackungscode: WA

### Metall
Heute werden Metall-IBC in fast allen Industriezweigen der Chemie, der Pharma- und Kosmetikindustrie, in der Nahrungs- und Genussmittelindustrie, im Handel und Gewerbe zum rationellen Warenumschlag verwendet. Metall-IBC werden in der Regel aus rostfreiem Stahl, zum Beispiel 1.4301, 1.4404 oder seltener auch in 1.4571, gefertigt. Metall-IBC bestehen aus einem stabilen Rahmen, in dem ein quaderförmiger oder zylindrischer Behälter eingefasst ist. IBC dieser Bauart sind dauerhaft für Gefahrgut zugelassen, sofern die regelmäßige Inspektion alle zweieinhalb Jahre durch einen Sachkundigen durchgeführt wird. Sachkundig sind Sachverständige (zum Beispiel TÜV, Dekra) oder Inspektionsstellen nach BAM GGR 002. Die zylindrischen und quaderförmigen Tanks eignen sich besonders gut für Aufgaben, bei denen es zum häufigen Wechsel von Produkten kommt. Da rostfreier Stahl sehr einfach und rückstandslos zu reinigen ist, werden diese IBC auch als aseptische Lebensmittelcontainer verwendet. Die Gefahr des Eindiffundierens von im IBC gelagerten Stoffen ist bei einem Edelstahlcontainer (im Gegensatz zu dem Kunststoff-IBC) nicht gegeben.
Sofern Metall-IBC mit Einrichtungen zur Druckentlastung ausgerüstet sind, eignen sie sich besonders zur Lagerung und zum Transport von brennbaren Stoffen. Brandversuche haben ergeben, dass solche Metall-IBC 30-minütige Brandbelastungen überstehen, ohne zu bersten.
Die Verwendungsdauer (Einsatzzeiten) von Metall-IBC sind nahezu unbeschränkt und erreichen oft über 20 Jahre. Hingegen beträgt gemäß Unterabschnitt 4.1.1.15 ADR die zulässige Verwendungsdauer für Fässer und Kanister aus Kunststoff, starre Kunststoff-IBC und Kombinations-IBC mit Kunststoff-Innenbehälter zur Beförderung gefährlicher Güter vom Datum ihrer Herstellung an gerechnet fünf Jahre, sofern von der zuständigen Behörde nicht etwas anderes festgelegt wird oder nicht wegen der Art des zu befördernden Stoffes eine kürzere Verwendungsdauer vorgeschrieben ist. Nach Ablauf der fünf Jahre im Einsatz als Gefahrgutbehälter sind Kunststoff-IBC aus dem Verkehr zu ziehen.
Ein Recycling von Metall-IBC ist problemlos möglich. Dagegen kann sich das Kunststoff-Recycling, speziell bei vorherigem Einsatz als Gefahrgutbehälter aufgrund der latenten Gefahr des Eindiffundierens von gefährlichen Stoffen in den Kunststoff, als sehr problematisch erweisen (Entsorgung als Sondermüll).
Die Anschaffungs- und Instandhaltungskosten der Metall-IBC sind im Vergleich zu einem Kunststoff-IBC höher, was sich in Anbetracht der langen Lebensdauer aber in jedem Fall rechnet. Für den Versand in entfernte Regionen eignen sich metallene IBC allerdings nur dann, wenn sie in ein Rückholsystem eingebunden sind.

## Sonderformen

### Beheizbare IBC
Eine weitere Entwicklung sind elektrisch beheizbare IBC, welche auf den metallischen IBC basieren und zum Transport bzw. zur Lagerung von temperaturgeführten Gütern eingesetzt werden. Unter anderem werden damit Schokolade, Wachse und Klebstoff mit Temperaturen von bis zu 180 °C transportiert bzw. gelagert. Alternativ zur integrierten Heizung können auch spezielle Containerheizer zum Einsatz kommen.

### Flexible IBC

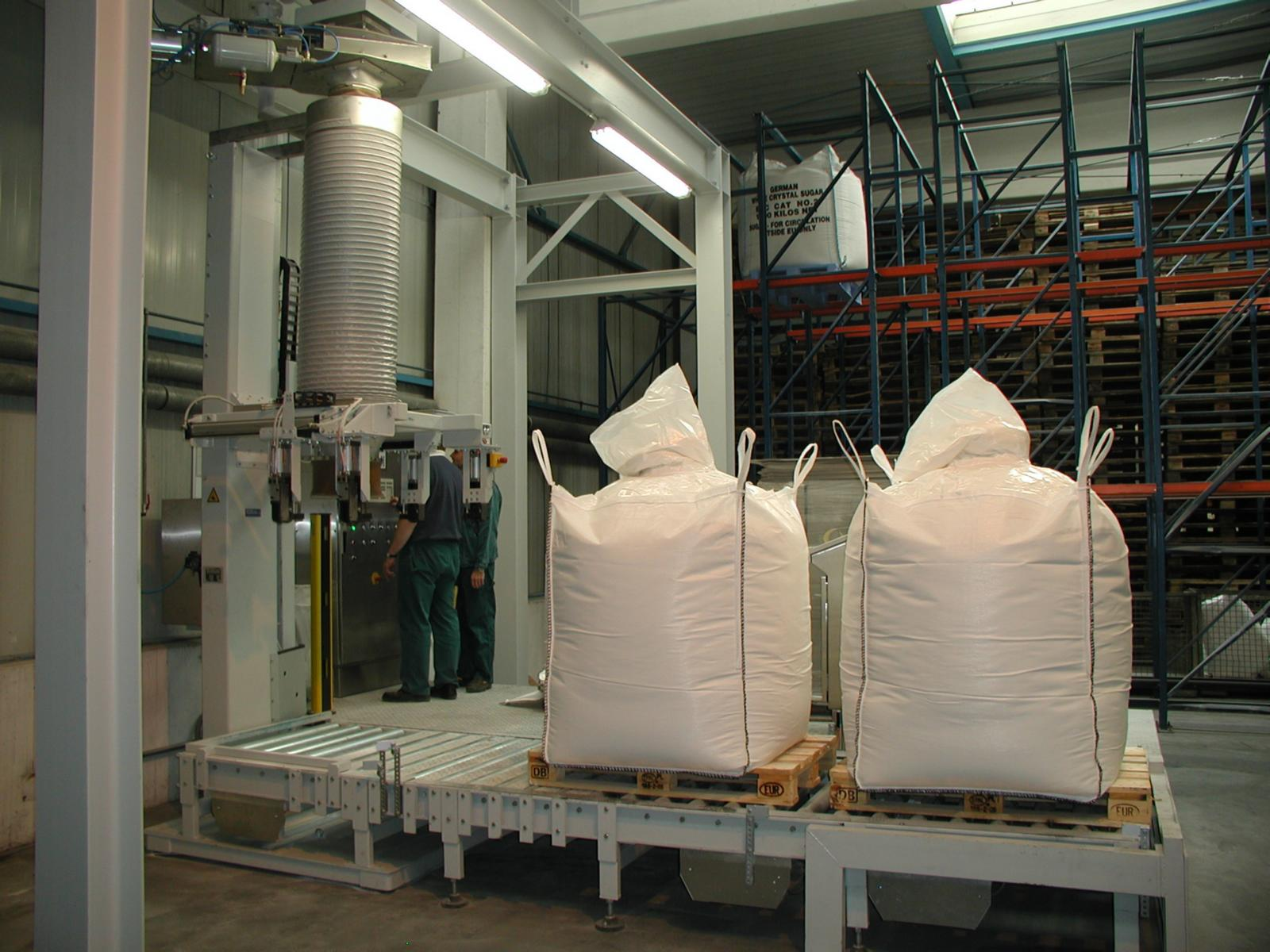
FIBC auf Palette

Auch diese sind gefahrgutrechtlich den Großpackmitteln zuzuordnen. FIBC (Bigbag) dienen zum Transport von festen, jedoch rieselfähigen Produkten wie Pulvern oder Granulaten. Sie bestehen zunächst immer aus einem vernähten Polypropylen-Gewebe. Teilweise kann ein Polyethylen-Inliner (Foliensack) eingearbeitet werden. Die Großsäcke können sehr individuell in jeder beliebigen Größe angefertigt werden. Volumina von 500 bis 2000 Liter sind üblich. Sie haben in der Regel vier Aufhängeschlaufen und kubische Abmessungen. Sie sind auch mit Gefahrgutzulassung und in elektrostatisch leitfähigen Ausführungen lieferbar. Hauptvorteil ist wiederum die bessere Raumausnutzung und wirtschaftlichere Handhabung gegenüber Kleinsäcken oder formfesten Trommeln. Im Gegensatz zu formfesten IBC können FIBC auch aus Niedriglohnländern von weit her eingekauft werden, da sie faltbar sind und sich die Transportkosten daher in Grenzen halten.
Die in Europa eingesetzten FIBC müssen der Norm ISO 21898 genügen, die neben der Definition der Einzelkomponenten auch Angaben zur Traglast (SWL) und dem Sicherheitsfaktor (SF) enthält. So muss ein Einweg-FIBC auf das Fünffache des tatsächlichen Füllgewichts getestet worden sein, ein Mehrweg-FIBC auf das Sechsfache. Zusätzlich sind weitere technische Besonderheiten zu beachten, die in der Praxis für die Handhabung von FIBC wichtig sind. Dazu gehören UV-Stabilisierung, Abstimmung auf die verwendete Palettengröße, Beschichtung, Staubdichtigkeit der Nähte, ggf. Lebensmitteltauglichkeit und viele weitere Aspekte.

### Faltbare IBC
Faltbare IBCs sind für die hohen Ansprüche an Hygiene und Sicherheit der verarbeitenden Lebensmittelindustrie entwickelt worden. Sie ermöglichen das kosteneffiziente Transportieren und Lagern von Fruchtkonzentraten, Fruchtpräparaten, Molkereiprodukten und anderen flüssigen viskosen Erzeugnissen und neuerdings auch für Feststoffe wie Granulate oder Tabletten. Sie basieren auf einem faltbaren Kunststoffbehälter und einem sterilisierten Kunststoffbeutel (Liner) mit aseptischem Ventil. Der Liner befindet sich im Behälter und kann mit Flüssigkeit befüllt werden. Durch seine Stapelbarkeit, die problemlose Faltbarkeit und den geringen Wartungsaufwand ist der faltbare IBC besonders kosteneffizient.

## Nutzung

### Gefahrgutbeförderung
Die internationalen Übereinkommen zur Gefahrgutbeförderung ADR, RID und ADN verstehen unter einem Großpackmittel (IBC) eine starre oder flexible Verpackung, die
- transportabel ist,
- für mechanische Handhabung ausgelegt ist,
- nach festgelegten Prüfungen den Beanspruchungen bei Beförderung und Handhabung standhalten kann,
- einen Fassungsraum hat von bis zu
  - 3 Kubikmetern für feste und flüssige Stoffe, die weniger gefährlich eingruppiert sind (Verpackungsgruppen II und III), für feste Stoffe in metallenen IBC oder für bestimmte radioaktive Stoffe (Klasse 7) oder
  - 1,5 Kubikmetern für feste, gefährlicher eingruppierte Stoffe (Verpackungsgruppe I) in flexiblen, Kunststoff- oder Kombinations-IBC, IBC aus Pappe oder aus Holz und
- nicht schon zu bestimmten[8] anderen Kategorien von Verpackungen bis 450 l Flüssigkeit oder Versandstücken unter 400 kg gezählt werden wie Fässer, Kanister, Kisten, Säcke, Kombinations- oder Feinstblechverpackungen, Container, Tanks oder Tankcontainer.

In Deutschland ist die Bundesanstalt für Materialforschung und -prüfung (BAM) zuständig für die Prüfung, die Anerkennung von Prüfstellen, die Erteilung der Kennzeichen und die Bauartzulassung von IBC, für die Zulassung der Reparatur flexibler IBC, die Anerkennung und Überwachung von Qualitätssicherungsprogrammen für die Fertigung, Wiederaufarbeitung, Rekonditionierung, Reparatur und Prüfung von IBC sowie die Anerkennung von Inspektionsstellen für die erstmaligen und wiederkehrenden Inspektionen und Prüfungen von IBC.

### Alternative Nutzung
Vielfach werden IBC von Hobbygärtnern zur Regenwasserspeicherung verwendet. Sie können oft günstig aus zweiter Hand erworben und viele Jahre weiterverwendet werden. IBCs werden auch für künstlerische Arbeiten genutzt.

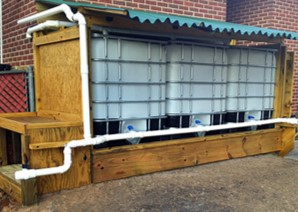
Regenwasserspeicher
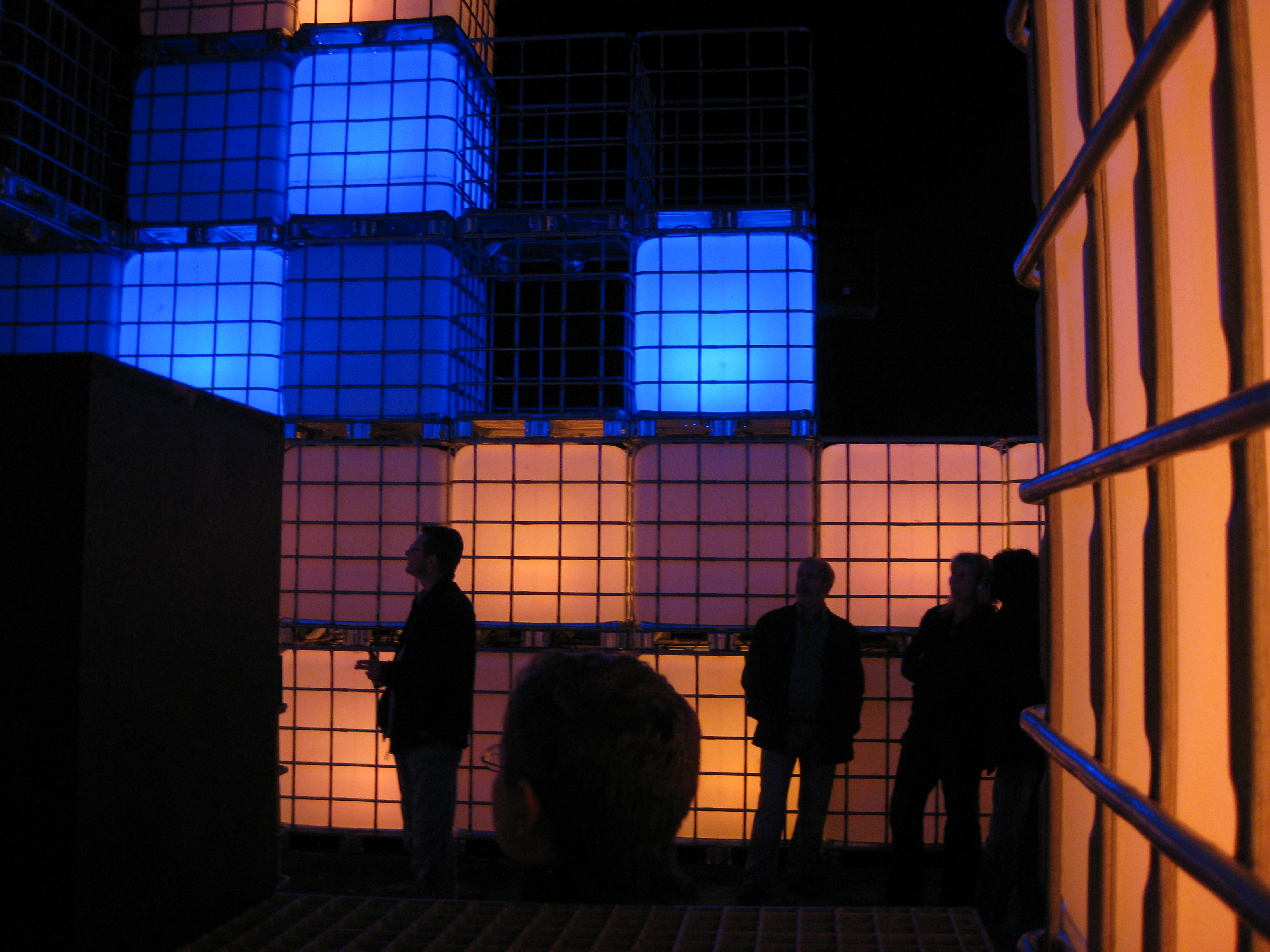
Lichtkunstprojekt „Ruhrlights: Twilight Zone“

## Rekonditionierung und Rebottling
Für eine erneute Nutzung werden die Behälter rekonditioniert (gründliche Außen- und Innenreinigung mit Wasser, Säure oder Lauge je nach vorherigem Inhaltsstoff). Der Kunde hat dabei die Sicherheitsdatenblätter der Stoffe zu übermitteln, mit welchen der Behälter vorher gefüllt war. Über die Wiederverwendung oder Entsorgung entscheiden Fachkräfte. Rebottling ist die Erneuerung der Kunststoffinnenblase bei Wiederverwendung von Käfig und Palette.